# Schlosskirche in Schleiden
Schlosskirche in Schleiden este o arie protejată (arie specială de conservare — SAC, sit de importanță comunitară — SCI) din Germania întinsă pe o suprafață de 0,08 ha, integral pe uscat.

## Localizare
Centrul sitului Schlosskirche in Schleiden este situat la coordonatele 50°31′48″N 6°28′26″E / 50.53°N 6.4739°E.

## Înființare
Situl Schlosskirche in Schleiden a fost declarat sit de importanță comunitară în mai 2004 pentru a proteja 1 specie de animale. Situl a fost protejat și ca arie specială de conservare în noiembrie 2015.

## Biodiversitate
Situată în ecoregiunea continentală, aria protejată nu include niciun habitat protejat.
La baza desemnării sitului se află o specie protejată de  mamifere: liliac comun (Myotis myotis).